# Adam Christian Thebesius
Adam Christian Thebesius, italianizzato in Tebesio (12 gennaio 1686 – 10 novembre 1732), è stato un anatomista tedesco, nativo di Sandenwalde, in Slesia, una regione dell'attuale Polonia, vicino al confine con la Germania e la Repubblica Ceca.

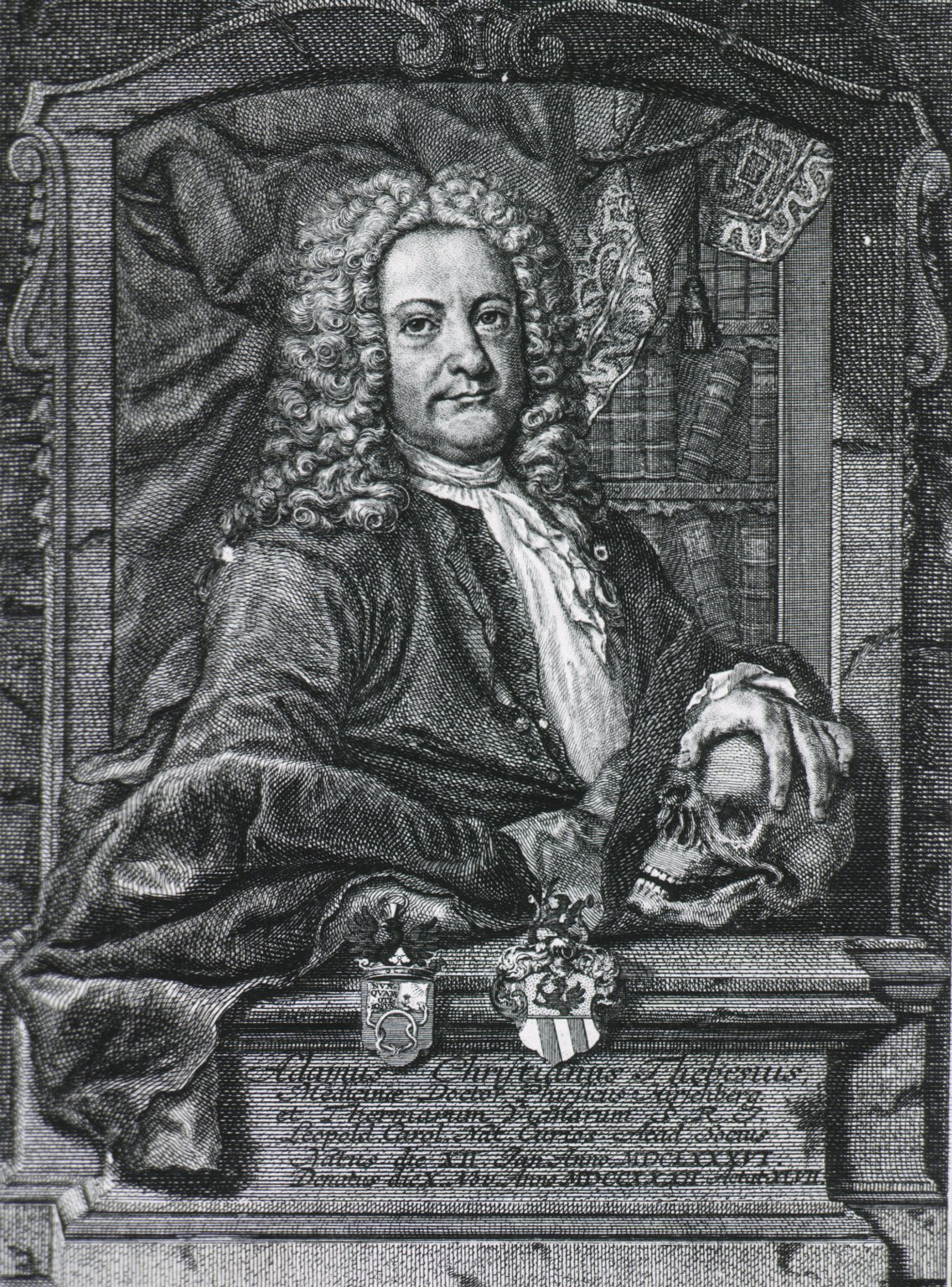
Adam Christian Thebesius

Egli studiò medicina a Jena, Lipsia e Leida, e si laureò all'Università di Leida nel 1708. Nel 1709 Thebesius iniziò ad esercitare come medico a Hirschberg in Riesengebirge, l'attuale Jelenia Góra, e dal 1715 ne divento' Stadtphysikus (medico ufficiale della città), esercitando anche come consulente medico per la vicina stazione termale Warmbrunn.
Thebesius è conosciuto per i suoi studi sulla arterie coronarie. Nella sua tesi di laurea del 1708 intitolata De circulo sanguinis in corde (Sulla circolazione del sangue nel cuore), egli descrisse le sottili vene cardiache che sfociano direttamente nelle camere cardiache. Queste vene sono conosciute come vene di Tebesio, o venae cordis minimae.
Due altri eponimi che richiamano il suo nome sono:
- Thebesian foramina: conosciuti anche come foramina venarum minimarum or Vieussens' foramina dallo studioso Raymond Vieussens (1635-1715). Queste strutture sono gli orifizi delle vene di Tebesio.
- Valvola di Tebesio: la valvola del seno coronarico.